# Buried Inside
Buried Inside est un groupe de screamo canadien, originaire d'Ottawa, en Ontario. Le groupe compte au total quatre albums. Chronoclast, sorti en 2005, est celui ayant connu le plus de succès. Le groupe se sépare en 2010.

## Biographie
Buried Inside est formé en 1997, influencé par les débuts metalcore et punk hardcore des groupes Acme, One Eyed God Prophecy, Drift, et Union of Uranus. Leur style musical comprend des éléments distordus et parfois des samples de dialogues de films d'horreur ou instruments comme le violoncelle.
Après la sortie de deux albums indépendant — In and of the Self (1999) et Suspect Symmetry (2001) — le groupe signe en 2005 avec le label Relapse Records et publie Chronoclast,. Ce troisième opus du groupe, Chronoclast, est un album-concept traitant du temps, de la perception et de quelle manière il asservit l'être vivant. Cette même année, ils tournent en Amérique du Nord avec Eyehategod et Byzantine. Le groupe se sépare en 2010, après avoir annoncé un dernier concert en mai,.

## Membres

### Derniers membres
- Andrew Tweedy — guitare, chant
- Emmanuel Sayer — guitare
- Nick Shaw — chant
- Steve Martin — basse, chant
- Mike Godbout — batterie

### Anciens membres
- Matias Palacios-Hardy — guitare

## Discographie
- 1999 : In and of the Self
- 2001 : Suspect Symmetry
- 2005 : Chronoclast
- 2009 : Spoils of Failure